# معصومة ابتكار
معصومة ابتكار أو سيستر مري(ولدت باسم نيلوفر ابتكار في 21 سبتمبر 1960)هي ناشطة سياسية، وصحفية، ومؤلفة ومترجمة إيرانية، تعتبر معصومه ابتكار أوّل إمراة إيرانية حازت منصباً في الهيئة الوزارية والإدارية الإيرانية بعد انتصار الثورة الإسلامية بإيران.

## نشاطاتها السياسية
هي نائبة الرئيس الإيراني حسن روحاني ورئيسة منظمة حماية البيئة (بالفارسية: سازمان حفاظت محيط زيست إيران) منذ 10 سبتمبر 2013. شغلت نفس المنصب في عهد الرئيس محمد خاتمي في الفترة من 2 أغسطس 1997 إلى 3 أغسطس 2005، لتكون أول امرأة تشغل منصب نائب رئيس الجمهورية في إيران.
ترجع شهرتها إلى الدور الذي أدّته في حجز السفارة الأميركية في 4 من نوفمبر عام 1979م، وإلى رئاستها على منظمة صيانة البيئة في فترة رئاسة السيد محمد خاتمي التي استغرقت 8 سنوات، كما أنّها أصبحت رئيسة على تلك المنظمة منذ أن أصبح حسن روحاني رئيساً للجمهورية. كانت «ابتكار» في قضية حجز السفارة الأميركية وحجز الرهائن الأميركيّين ناطقة باسم المرتهنين. كما أنّها كانت نائبة في مجلس طهران المحلّي لمدة 7 سنوات.

## سوابقها العلمية
حصلت ابتكار على درجة البكالوريوس في علوم المختبرات من جامعة الشهيد بهشتي، ثم على درجتي الماجستير ودكتوراه الفلسفة في علم المناعة من جامعة تربية مدرس سنة 1995، وهي الجامعة التي تعمل الآن بتدريس علم المناعة بها.

## زواجها
تزوجت ابتكار من رجل الأعمال سيد محمد هاشمي، ولهما ابنان.